# 이일영
이일영(李日泳, 1928년 8월 26일 ~ 1952년 1월 9일)은 한국 전쟁에 F-51D 무스탕 전투기 조종사로 참전하여 싸우다가 1952년 1월 9일 전사한 대한민국 공군 중위이다.

## 경력
1928년 경북 안동에서 태어났다. 예안 공립국민학교를 졸업하였다. 1945년 일본 구마가야 육군비행학교 조종과정을 졸업했다. 1948년 9월 육군항공대에 입대하여 1949년 공군 창설과 함께 L-4 연락기 조종사로 근무하다 6·25전쟁에 참전했다. 1950년 9월 경북 영천 일대에 잠복하고 있던 적군 200여명의 위치 정보를 아군에게 전달해 섬멸하도록 했다. 이후 F-51D 무스탕 전투기 기종 전환훈련을 받고 공군 소위로 임관한 뒤 공군 최초의 단독 출격 작전에 참여했다.
1952년 1월 9일 강원도 원산과 회양 지역의 적 대공포 진지 파괴와 보급로 차단 명령을 받고 출격했다가 적이 쏜 대공포에 맞았다. 항공기가 비행 불능 상태에 빠지자 이 중위는 그대로 적 진지로 돌진해 자폭했다. 6·25 전쟁 중 F-51D 무스탕 전투기 조종사로 총 44회 출격했다. 100여 개소의 철도와 도로를 차단하고, 20개소의 대공포와 포진지를 파괴했으며 적군 60여명도 사살했다.
대한민국 정부는 이일영 소위의 공적을 기려 1계급 특진과 충무무공훈장을 추서했다. 경상북도 안동시 도산면에 그의 흉상이 있다.